# Nebthet
Nebthet (v překladu „Paní Domu“ či „Paní Chrámu“, řecky Νέφθυς – Nephthys či Nefthys) je staroegyptská bohyně, nejmladší z Devatera z Iunu. Je dcerou Geba a Nút, sestrou Usira, Sutecha a Eset. Jejím manželem byl Sutech.

## Mytologie

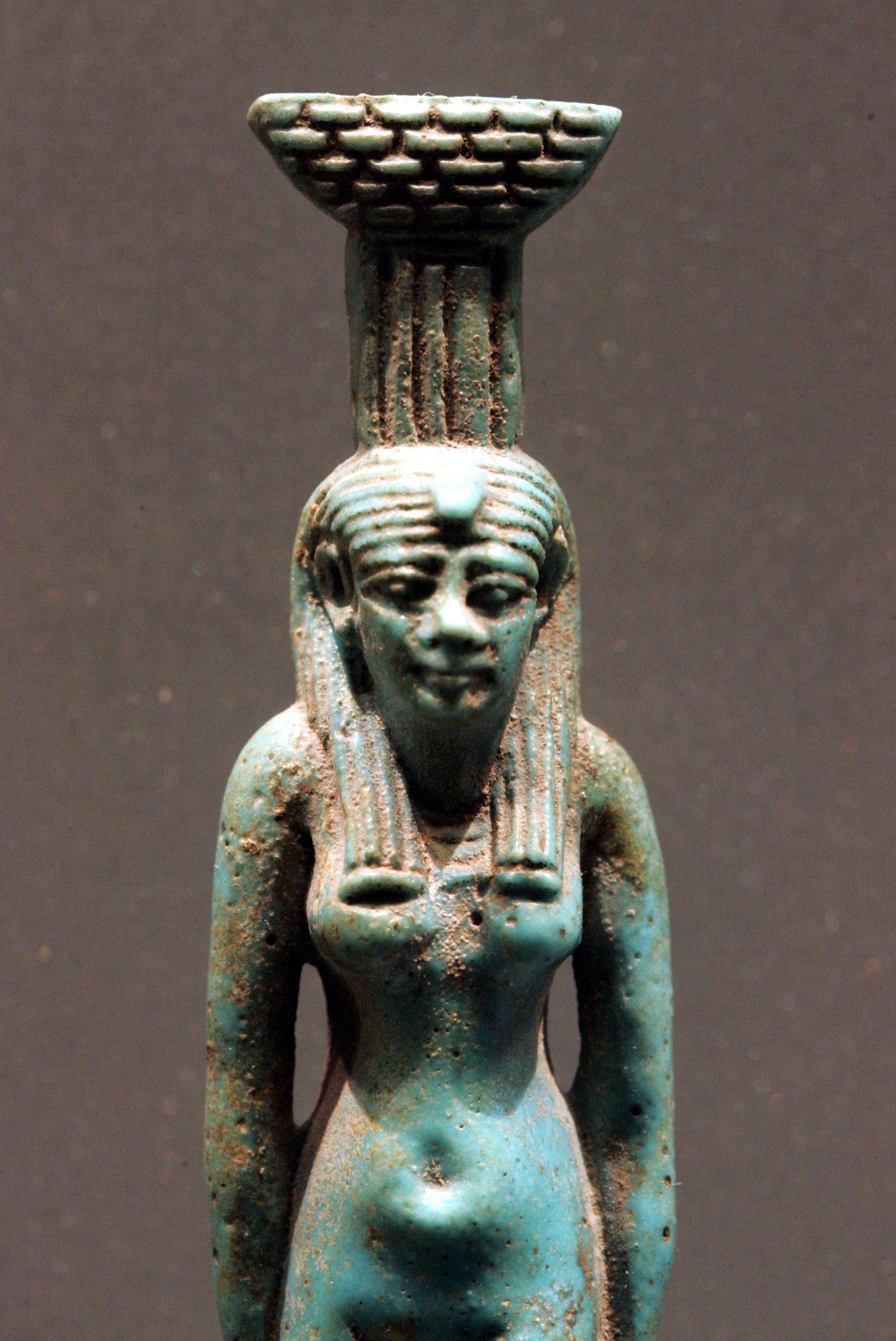
Nebthet, soška z muzea v Louvru

Je matkou šakalího boha podsvětí a ochránce mrtvých Anupa. Podle nejrozšířenějšího mýtu chtěla dokázat svému manželovi Sutechovi, že není neplodná, proto opila a svedla Usira. Ze spojení se narodil Anup.
V mýtech je většinou věrnou průvodkyní své sestry Eset. Když Sutech zabil svého bratra Usira, rozsekal jeho tělo na kusy a ty rozházel po celém Egyptě (viz Mýtus o Usirovi). Nebthet pomáhala své sestře Eset s jejich hledáním a poté při rituálech oživení. Usir se jí za to odměnil čestným místem u jeho trůnu v podvětní říši.

## Kult
Byla většinou uctívána nikoli samostatně, ale jen jako součást Devatera. Byla ochránkyní mrtvých i živých. Pomáhala bohyni porodu Mešenet či bohu osudu Šajovi.
Při pohřebních rituálech vystupuje spolu se svou sestrou Eset jako průvodkyně a ochránkyně mrtvých.
Její chrám stával v Sepermeru. Další chrám existoval ve Velké Hérakleopoli, kde pravděpodobně měla i vlastní kult.

## Ikonografie
Je obvykle zobrazována jako mladá žena, která na hlavě nese ikonografické symboly svého jména, tedy „Dům“ (ve skutečnosti symbol pro uzavřený chrámový okrsek) a „Paní“ (symbol vypadající jako košík).